# Siseme aristoteles
Siseme aristoteles är en fjärilsart som beskrevs av Pierre André Latreille 1811. Siseme aristoteles ingår i släktet Siseme och familjen Riodinidae. Inga underarter finns listade i Catalogue of Life.